# Joseph McNaull
Joseph McNaull (ur. 23 czerwca 1972 w Miami) – amerykański koszykarz, posiadający także polskie obywatelstwo, występujący na pozycji środkowego. Bronił barw m.in. Zeptera Śląsk Wrocław, Prokomu Trefl Sopot oraz Norrköping Dolphins.
Wybierano go dwukrotnie najlepszym zawodnikiem polskiej ligi (1997, 2003).
W 2000 otrzymał polskie obywatelstwo. Wraz z reprezentacją Polski brał dwukrotnie udział w kwalifikacjach do Eurobasketu (2001, 2003).
W sezonie 2002/2003, podczas przegranego 65-66 spotkania z Anwilem Włocławek, ustanowił nadal aktualny rekord finałów PLK (odkąd wprowadzono oficjalne statystyki w sezonie 1998/99), notując 16 zbiórek.

## Osiągnięcia
NCAA
- Mistrz turnieju Big West[4]
- Zaliczony do I składu konferencji Big West[4]

Drużynowe
- Mistrz:
  - Challenge Cup Ligi Bałtyckiej (2010)[5]
  - Polski (1998–2001)
  - Szwecji (2010)[5]
- Wicemistrz:
  - FIBA EuroCup Challenge (2003)
  - Polski (1997, 2002, 2003)
  - Szwecji (2011)
- 3-krotny zdobywca Superpucharu Polski (1999, 2000, 2001)
- Uczestnik rozgrywek[2]:
  - Pucharu Saporty (1998, 2000)
  - Suproligi (2001)
  - EuroChallenge (2011)
  - Pucharu Koracia (2002)
  - Eurocupu (2004)
  - Euroligi (2005)

Indywidualne
- MVP:
  - finałów Challenge Cup Ligi Bałtyckiej (2010)[5]
  - sezonu regularnego PLK (2003)
  - meczu gwiazd (1996, 2003)[6]
- Najlepszy rezerwowy PLK (2001 według Gazety)[7]
- Zaliczany do I składu:
  - PLK (1997, 1999)
  - najlepszych obcokrajowców PLK (2000)
  - najlepszych polskich zawodników PLK (2002, 2003)
  - I ligi (2008)[8]
- Powoływany do udziału w meczu gwiazd:
  - PLK (1996, 1999, 2000, 2003)[6]. Nie wystąpił w 2000 roku z powodu kontuzji.
  - Polska – Gwiazdy PLK (1997, 1999, 2000)
- Lider:
  - PLK w zbiórkach (1997, 2000)
  - I ligi w zbiórkach (2008)
- Uczestnik konkursu wsadów PLK (1996, 1999)